# پل پهلوی عجب‌شیر
پل پهلوی عجب شیر مربوط به دوره پهلوی اول است و در شهرستان عجب شیر، بخش مرکزی، شهر عجب شیر واقع شده و این اثر در تاریخ ۲۷ اسفند ۱۳۸۶ با شمارهٔ ثبت ۲۲۷۱۹ به‌عنوان یکی از آثار ملی ایران به ثبت رسیده است.